# Рейчел Коррі
Ре́йчел Коррі (англ. Rachel Aliene Corrie; нар. 10 квітня 1979 — пом. 16 березня 2003) — американська громадська активістка, член Міжнародного Руху Солідарності (англ. International Solidarity Movement). Під час Другої Інтифади перебувала у Смузі Гази. Її убив бульдозер Сил оборони Ізраїлю, коли вона протестувала проти руйнування будинків палестинців в Смузі Гази.

## Життєпис
Рейчел Коррі народилася і жила в місті Олімпія, штат Вашингтон, де вона закінчила середню школу, а потім поступила до місцевого коледжу, де вивчала міжнародні відносини. Рейчел була добре відома в місцевому русі за мир, була активісткою різних міжнародних правозахисних організацій. Під час останнього року навчання в коледжі, вона зробила перерву і поїхала до Палестини і взяла активну участь в русі опору проти ізраїльської армії, яка намагалася придушити повстання палестинського населення під час Другої Інтифади.

### Діяльність в Палестині
Рейчел прибула до Смуги Газа 18 січня, 2003 року. Одразу після прибуття вона взяла участь у дводенній навчальній програмі з методів ненасильницького опору організованого правозахисними організаціями активними в регіоні. Протягом декількох місяців, в лютому і березні вона брала участь у декількох публічних заходах:
- Показовий суд над Президентом США, Джорджем Бушем, за «злочини, скоєні проти народу Гази»;
- Демонстрацію 15 лютого 2003 року в рамках міжнародних акцій протесту проти війни в Іраку під час котрих був спалений прапор Сполучених Штатів;
- Демонстрації проти окупації районів навколо колодязів на окупованих територіях. Правозахисні організації використовували тактику «живого щита» з активістів, за допомогою котрих вони намагалися захистити свердловин від нападів ізраїльських збройних сил.

Разом з участю в акціях протесту, Рейчел називала себе спостерігачкою з прав людини, стосовно дій ізраїльських військових в окупованих регіонах. Вона також брала участь у документації фактів знищення військовими палестинських теплиць і демонтажу дороги в Секторі Газа. Рейчел і її група спостерігачів зафіксували факти стрільби військових по працівникам, які намагалися відновити водопостачання та колодязі міста Рафах, раніше зруйнованих бульдозерами ізраїльської армії.

### Загибель

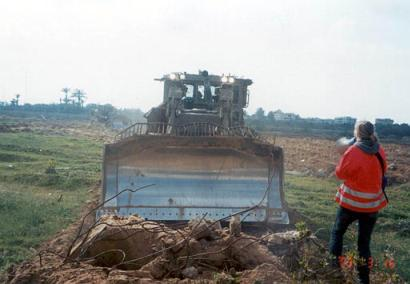
Рейчел Коррі

16 березня 2003 року Рейчел разом з шістьма іншими правозахисниками (трьома громадянами Великої Британії і трьома американцями) намагалися перешкодити ізраїльській операції знищення броньованими бульдозерами в місті Рафах приватних будинків і посадок поблизу кордону між Газою та Єгиптом. За даними ізраїльської армії знищення будинків та посадок мало б зашкодити нелегальному постачанню зброї та вибухівки через тунелі під кордоном.
Того ж дня група протестувальників намагалася зупинити два бульдозери, які збиралися знести палестинські будинки. Активісти знаходилися на шляху бульдозерів і у мегафони закликали ізраїльтян припинити знищення помешкань палестинців. Приблизно за годину до інциденту ізраїльська армія застосувала сльозогінний газ для розгону демонстрації, але пізніше коли протестувальники знову повернулися, знесення будівель продовжилося.
Стандартним методом протесту активістів було формування живого щита на пагорбах вище рівня леза бульдозера, щоб водій міг чітко бачити людей, що протестували на шляху машини. Іноді така тактика примушувала бульдозери зупинятися або змінювати напрямок свого руху, в інших випадках, коли їх неможливо було зупинити, протестувальники відходили в бік від бульдозерів.
За словами очевидців Рейчел Коррі у своїх діях продовжувала вже звичну акцію протесту перед ізраїльськими бульдозерами, які в той день намагалися знести будинок місцевого палестинського лікаря. Під час цієї акції протесту Рейчел загинула, коли бульдозер не зупинився і двічі переїхав дівчину, вбивши її на місці. Активісти, присутні на місці події, стверджували, що водій бульдозера бачив дівчину і переїхав її навмисно. Представники ізраїльської армії натомість стверджували, що загибель Рейчел трапилася внаслідок нещасного випадку, коли водій її не помітив.

## Суспільна реакція

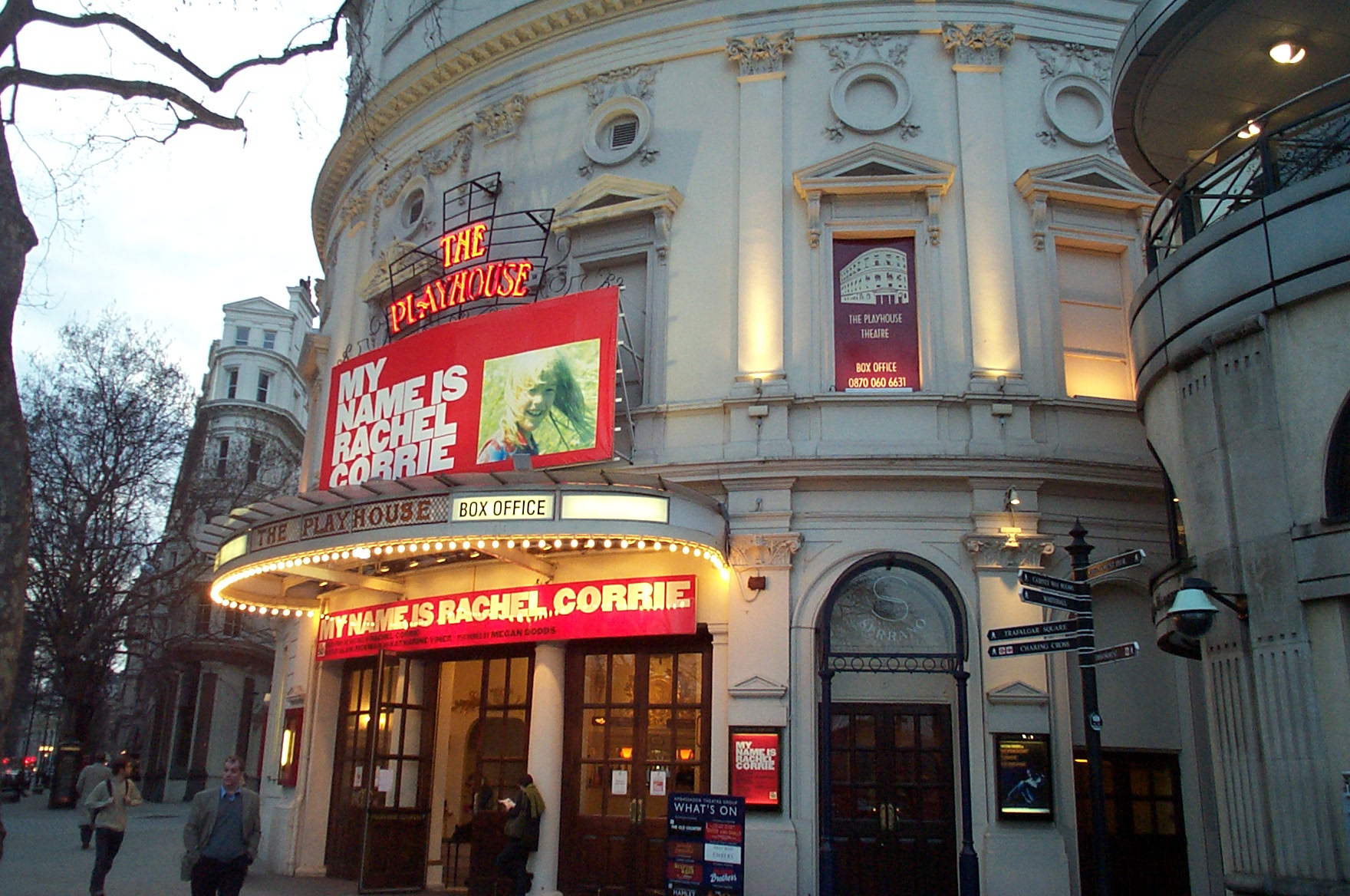
Спектакль присвячений Рейчел Коррі в Лондоні. 2006 рік.

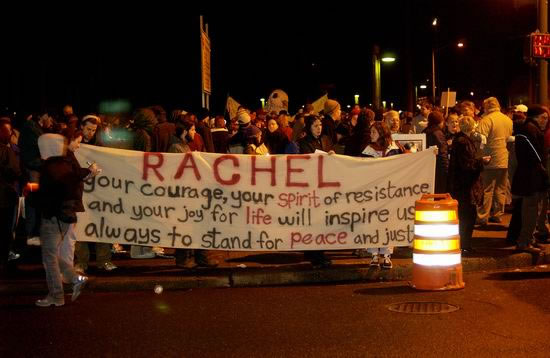
Акція вшанування пам'яті Рейчел Коррі в м. Олімпія, США.

Факт загибелі Рейчел Коррі отримав значний розголос у ЗМІ, зокрема, завдяки тому, що вона була громадянкою США. Образ Рейчел став своєрідним символом боротьби з ізраїльською окупацією, знайшов втілення у декількох проектах, зокрема, піснях і спектаклі.
Правозахисні організації, «Міжнародна амністія» та інші закликали Ізраїль провести незалежне розслідування і виступили проти експорту бульдозерів до цієї країни, оскільки вони, на їхню думку, використовуються як зброя.
У 2005 р. Human Rights Watch опублікувала доповідь стосовно загибелі Коррі, в якій засудила ізраїльську армію за «упереджене на непрофесійне» розслідування загибелі активістки. Батьки Рейчел подали в суд на ізраїльських військових і 10 березня 2010 року розпочався процес в Ізраїлі стосовно загибелі активістки.